# Bazylia pospolita

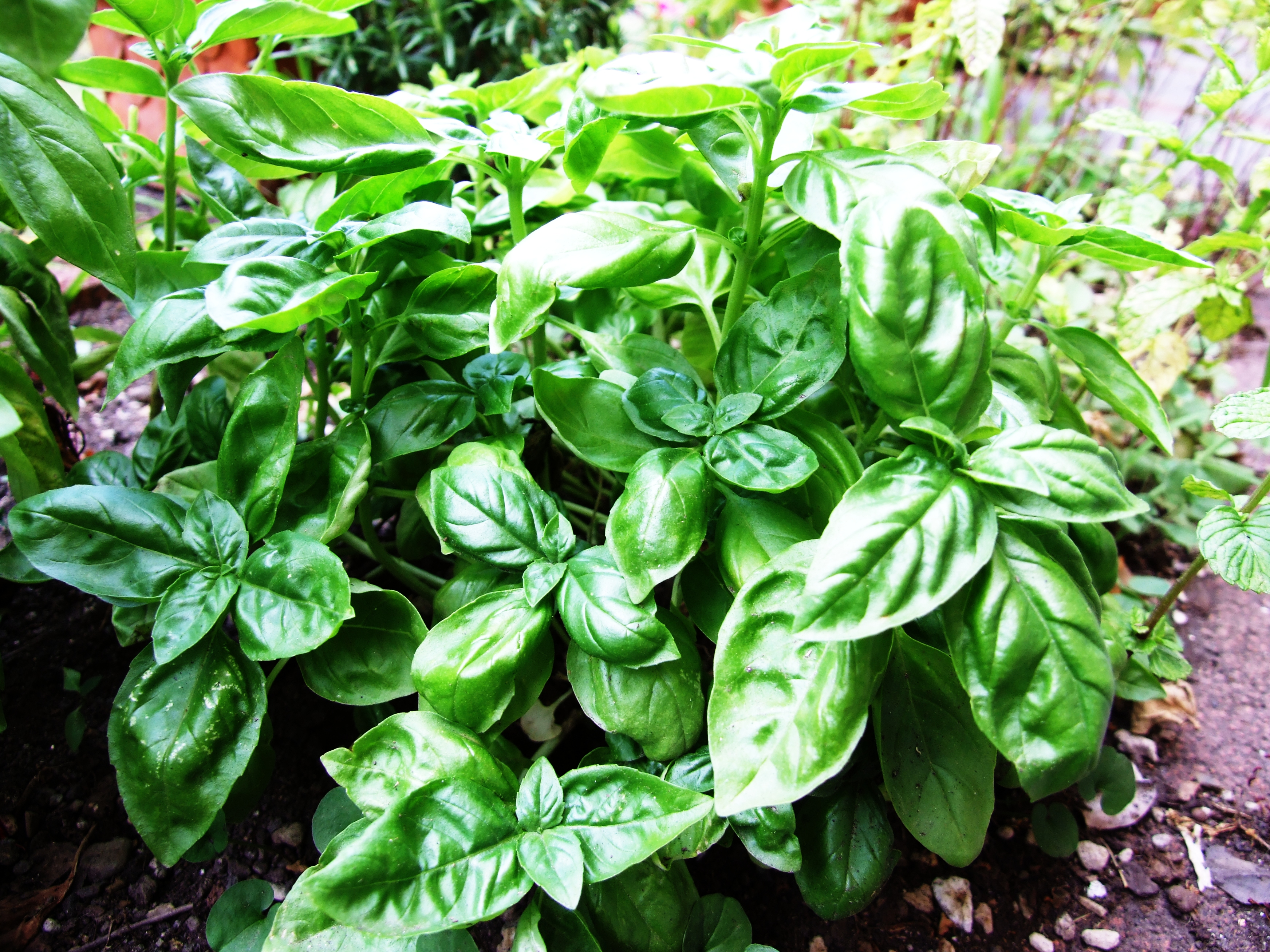
Pokrój

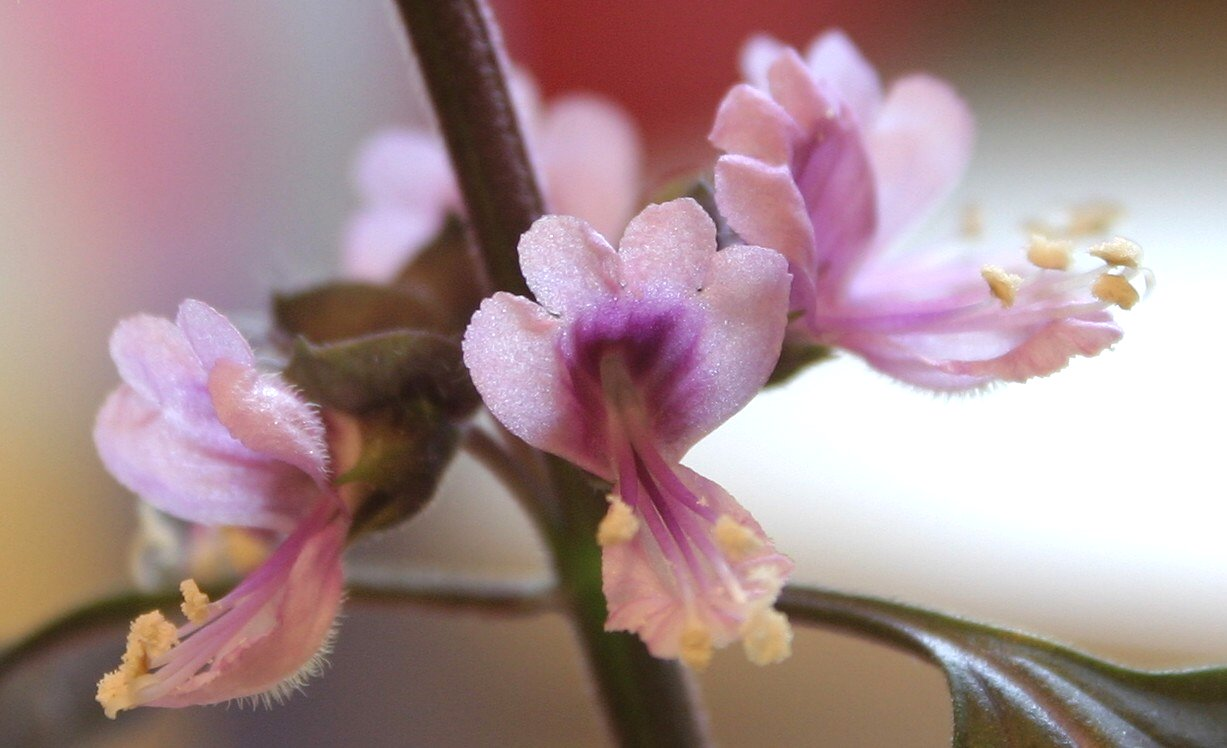
Kwiaty bazylii

Bazylia pospolita (Ocimum basilicum L.), zwyczajowo zwana też bazylią wonną, bazylkiem ogrodowym, bazylijką zwyczajną, balsamem, bazyliszką polską – gatunek rośliny jednorocznej z rodziny jasnotowatych. Pochodzi prawdopodobnie z tropikalnej strefy Afryki, ale obecnie nie rośnie dziko, występuje tylko w uprawie. Nazwa wywodzi się od greckiego βασιλεύς (basileus), czyli król, gdyż wierzono, że wykorzystywano je w królewskich perfumach. W antycznym Rzymie nazwa tego zioła Basilescus odwoływała się do bazyliszka. Bazylia była wówczas traktowana jako talizman przeciwko tej bestii. Libijczycy spożywali ją dla ochrony przed wężami i skorpionami.

## Morfologia
ŁodygaO przekroju czworokątnym i czerwonawym zabarwieniu, wysokości 30 – 60 cm, rozgałęziona.
LiścieUlistnienie nakrzyżległe. Liście jasnozielone, błyszczące, o długości do 5 cm. Jajowate lub romboidalne, o brzegu karbowanym, rzadziej ząbkowanym. Na spodniej stronie znajdują się gruczoły wytwarzające olejek eteryczny.
KwiatyKielich dwuwargowy, o krótkiej rurce. Koloru czerwonawego, różowego lub żółtobiałego. Kwiaty zebrane po 6 w nibyokółki, które wyrastają z kątów liściowych lub tworzą nibykłosy na szczycie pędu. Kwiaty obfitują w nektar. Kwitnie w lipcu i w sierpniu.
OwoceMała (do 15 mm), owalna, brązowa niełupka.
KorzeńSystem korzeniowy palowy, niezbyt głęboki, w wyniku pikowania silnie rozgałęziony (korzenie boczne)

## Zmienność
Odmiany:
- Bazylia grecka (Ocimum basilicum var. minimum) – roślina drobnolistna (liście do 1 cm długości), gęsto ulistniona, silnie rozkrzewiona i nisko rosnąca (do 0,5 m wysokości)[5].

## Zastosowanie
- Roślina uprawna: Znaczące uprawy znajdują się w Ameryce Południowej. W Azji uprawiano ją od czasów przedhistorycznych. Wieńce uplecione z bazylii znaleziono w piramidach egipskich. Z Iranu i Indii dotarła do Europy południowej, prawdopodobnie przywieziona w czasie wypraw Aleksandra Macedońskiego, skąd w XVI w. przywędrowała do Europy Środkowej (w tym Polski), gdzie początkowo była siana w oranżeriach i w donicach.

- Roślina lecznicza
  - Surowiec zielarski: ziele bazylii – Herba Basilici (ulistnione, ścięte w czasie kwitnienia i ususzone pędy). Zawiera olejek eteryczny – olejek bazyliowy (0,5 – 1,5%) – ma bardzo silny, korzenno-kwiatowy zapach i lekko żółtawą barwę. Jego głównymi składnikami są: metylochawikol, cyneol i linalol, eugenol, cytral, limonen, terpinen. Ponadto zawiera garbniki (5%), saponiny, flawonoidy, substancje gorzkie, olej tłusty zawierający oksykwasy tłuszczowe (kwas trionowy), sole mineralne, witaminy
  - Działanie: poprawia trawienie i ułatwia przyswajanie pokarmu – działa przeciwskurczowo, pobudza wydzielanie soku żołądkowego, działa słabo wiatropędnie przeciwzapalnie i przeciwbakteryjnie. Powszechnie uważa się, że działa przeciwdepresyjnie, poprawia nastrój i dodaje sił (działanie podobne do melisy). Stosuje się w łagodnych zaburzeniach trawiennych, wzdęciach, przy niedoborze soku żołądkowego.

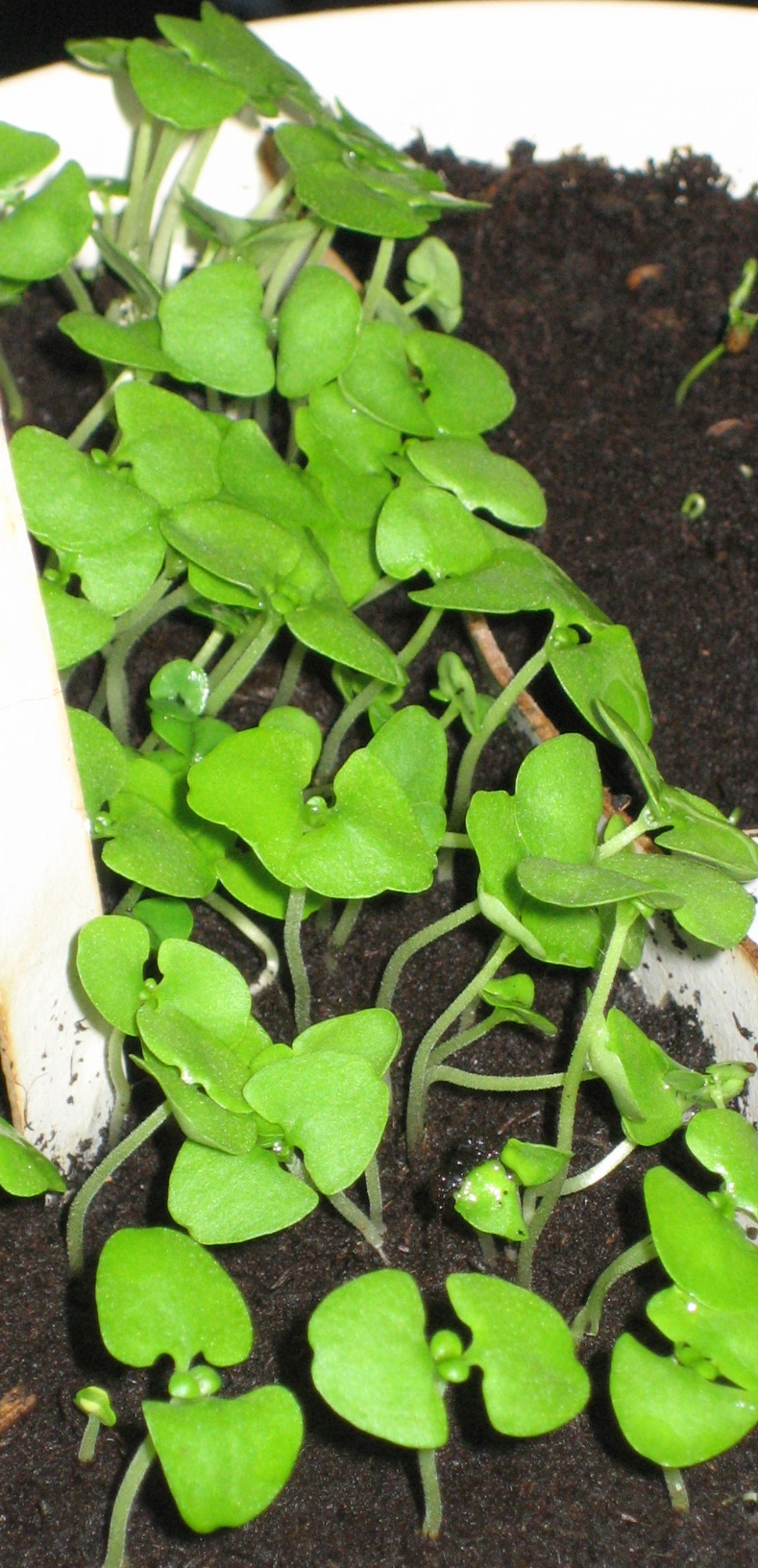
Bazylia (12 dni)

- Roślina przyprawowa – ma miły, korzenny, słodkawy i pikantny smak i zapach. Jako przyprawy używa się świeżych lub suszonych liści lub całego ziela, które ścina się w czasie kwitnienia. Wówczas roślina odrasta i powtórnie kwitnie. Najlepiej dodawać ją do sałatek i zup, duszonych warzyw oraz twarożku. Można również nacierać zielem mięsa przed dalszym przyrządzaniem. Niezastąpiony składnik prawie wszystkich włoskich dań, świetnie komponuje się z makaronem i pomidorami, główny składnik pesto
- roślina miododajna.
- Olejek eteryczny używany jest w przemyśle perfumeryjnym do wyrobu perfum i mydła
- W przemyśle spożywczym wykorzystywana do wyrobu konserw
- W przemyśle spirytusowym stosowana do wyrobu likierów
- Do dziś bazylię traktuje się jako roślinę ozdobną
- Odstrasza owady

## Uprawa
Można ją stosunkowo łatwo uprawiać w ogródku. Wystarczy odchwaszczać i nawozić, najlepiej kompostem, gdyż nie lubi świeżego obornika. Nasiona można wysiewać w maju wprost do gruntu, w rzędach co 30 cm. Gdy osiągną wysokość kilku centymetrów przerwać, zostawiając rośliny co 15–20 cm. Można też uprawiać w doniczce. Lubi stanowiska nasłonecznione, osłonięte od wiatru. Gleby żyzne, przepuszczalne, próchnicze. Należy podlewać z umiarem, w południe, w ciepłe dni dodatkowo spryskiwać wodą. Bazylię może zaatakować mączniak lub mszyce, choć zdarza się to rzadko. Należy wtedy roślinę zanurzyć w wodzie z mydłem, a następnie dokładnie opłukać.